# 封延伯
封延伯（?—?），字仲琏，一作仲连，勃海郡（今河北省衡水市）人，南齐官员。

## 生平
封延伯家族世代为州郡望族，侨居在东海郡，三代人共有财产，为南朝北部州郡的人们所敬仰效法。封延伯有学问品行，性格谦让，不与世俗人交往，侍奉守寡的嫂子很谨慎小心。州官征辟封延伯出任主簿，又举荐他为秀才，封延伯不接受任命。垣崇祖担任兖州刺史时，请封延伯担任长史，封延伯不接受任命。垣崇祖亲自驾车封延伯家中来请他，封延伯不肯相见。垣崇祖之后出任豫州刺史，上表齐高帝萧道成推荐封延伯，齐高帝下诏书优待礼遇。封延伯因此以平西长史、梁郡太守为起家官，他行政清简，有高士的风范，很快因为患病免官，回到东海郡，于是没有前往京城。豫章王萧嶷征召封延伯出任中兵参军，封延伯不接受任命。之后南齐的四个州都被北魏占领，士人都依附于沿海偏僻的地方，争着到东海郡归附封延伯，就像辽东郡敬仰邴原一样。

## 延伸阅读
[在维基数据编辑]
 《南齊書·卷55》，出自萧子显《南齊書》